# Алиев, Алибек Алиевич
Алибе́к Али́евич Али́ев (16 августа 1996, Карабудахкент, Дагестан, Россия) — шведский и российский футболист, нападающий шведского клуба «Тролльхеттан».

## Биография
Родился в Республике Дагестан (Россия). В 2002 году из-за второй чеченской войны вместе с семьёй переехал в шведский город Венерсборг. Первоначально занимался хоккеем с мячом, теннисом, гандболом. Под руководством отца — преподавателя боевых искусств — обучался дзюдо, выиграл международный турнир в Норвегии. Параллельно играл в футбол, в 14 лет попал в сборную лена Вестра-Гёталанд.
Получил футбольное образование в академиях клубов «Венерсборг» и «Эльфсборг». Зимой 2015 года перешёл в московский ЦСКА. Вторую половину сезона 2014/15 провёл в дублирующем составе и забил три гола в восьми встречах. В августе 2015 года был арендован финским «Яро» сроком на полгода. Дебют за команду состоялся 29 августа в матче Вейкауслиги против КТП. По итогам сезона 2015 «Яро» вылетел из высшего дивизиона Финляндии, но клуб продлил аренду игрока до лета 2016 года. 27 июля 2016 был отдан в аренду до конца года в шведский ГАИС.
9 февраля 2018 перешёл в шведский клуб «Эргрюте».

## Карьера в сборной
Вызывался в шведские юношеские сборные, сыграл за них три матча.

## Стиль игры
Высокий и техничный форвард, физически развитый, наделенный голевым чутьем и хорошим ударом с обеих ног. Главные минусы — подверженность травмам и отсутствие опыта выступлений на взрослом уровне.